# درودگاه
دورودگاه، روستایی است از توابع بخش سعدآباد در شهرستان دشتستان استان بوشهر ایران.

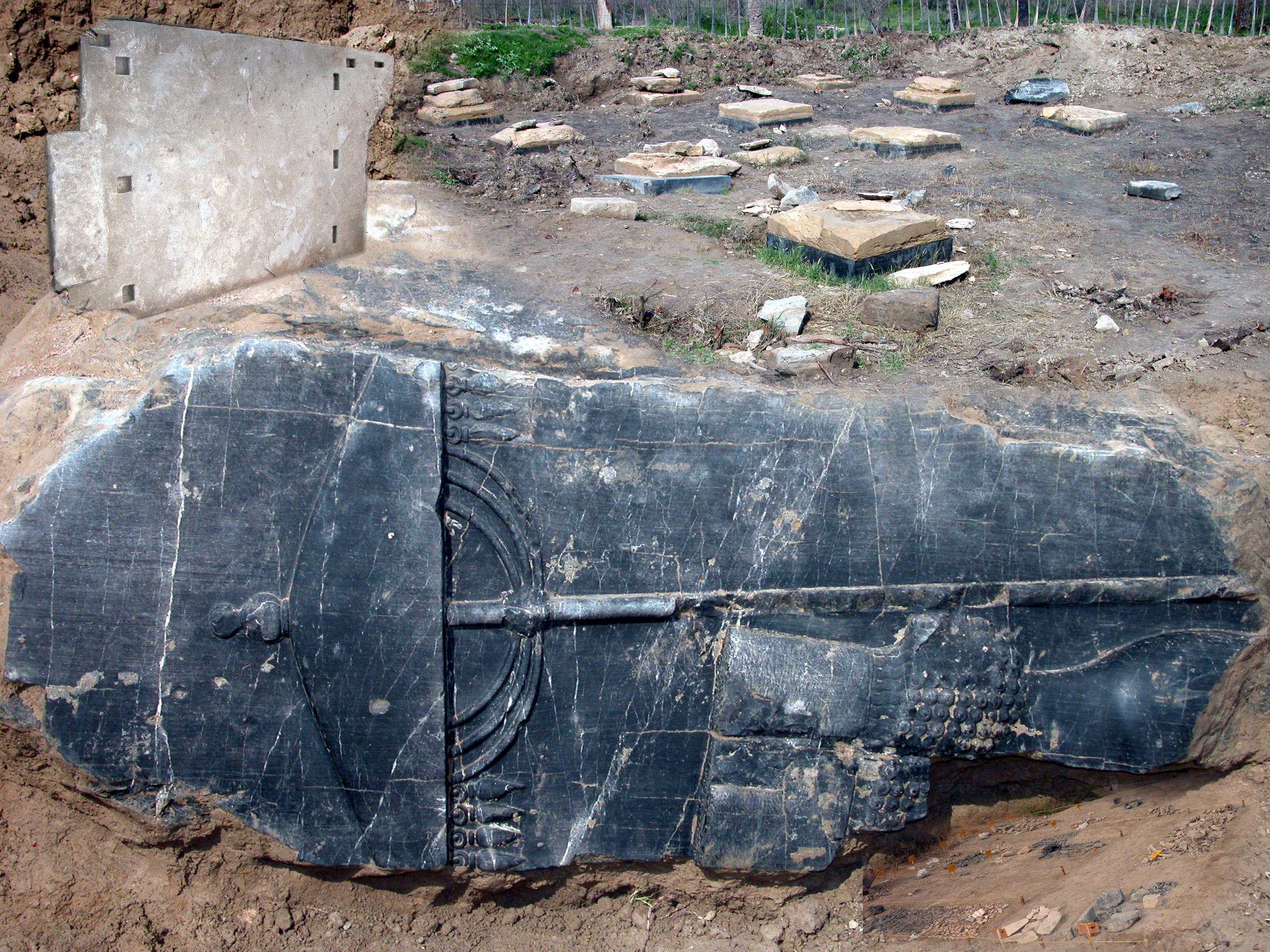
آثار باستانی کاخ هخامنشی بردک سیاه

## موقعیت جغرافیایی
شهرستان دشتستان در ناحیه آب وهوایی نیمه صحرایی جنوب ایران وحاشیه شمالی خلیج فارس با طول ۵۱ درجه و ۱۴ دقیقه وعرض ۲۹ درجه و ۱۷ دقیقه وارتفاعی حدود ۶۲ متر ازسطح دریا قرار دارد. دمای هوا در کل منطقه با حداکثر مطلق ۵۰ درجه و حداقل ۲درجه درجلگه و ۲۳درجه درمناطق کوهستانی بین شهرهای استان از موقعیتی عالی و مرکزیتی طبیعی و ایدآل برخوردار است.
روستای درودگاه تقریباَ در ۱۴ کیلومتری شمال غربی برازجان یا چهارکیلومتری جاده برازجان ـ گناوه روستایی قرار دارد.
ارتفاع آن از سطح دریا ۳۷ متر ویکی از قدیمی‌ترین روستاهای دشتستان است که آثارتاریخی مهمی در نزدیکی آن قرار دارد.

## وجه تسمیه
پیرامون وجه تسمیه درودگاه دوعقیده ابراز کرده‌اند که باعث وجود دو رسم‌الخط برای نام روستا نیز شده است (دورودگاه و درودگاه):
۱) این روستا محل تلاقی دو رودخانه شاپور و دالکی است، لذا آنجا را دورودگاه گفته‌اند؛ یعنی دو + رود + گاه = محل برخورد دو رود.
دو رودخانه شاپور و دالکی در دو طرف روستا قرار دارند و در قسمت جنوب غذبی روستا به هم می‌پیوندند و رودخانه حله را تشکیل می‌دهند که در نهایت به خلیج فارس می‌ریزد.
۲) با توجه به آثار به دست آمده از یک کاخ واحتمالاَ یک آتشکده ممکن است در این محل یکی از آتشکده‌های ارج دار منطقه قرار داشته که آیین‌های خاص ونیایش‌های ویژه در آن برگزار می‌گردید، با این وصف درودگاه به معنی محل درود و سلام و نیایش می‌باشد.
شکل رسمی و متداول رسم‌الخط نام روستا «درودگاه» می‌باشد.

## مردم
این روستا در دهستان زیرراه قرار دارد.
طبق آمار جدید از دهیاری روستای درودگاه، جمعیت این روستا ۳۲۰۰ نفر شامل جمعیت مرد۱۶۵۰ ـ تعدادجمعیت زن ۱۵۵۰در۷۲۴ خانوار جای گرفته‌اند.

### قومیت
اکثریت مردم درودگاه فارس هستند و با گویش دشتستانی فارسی تکلم می‌گویند.

## رودخانه‌ها
رود شاپور (گرانیس):
این رود ازکوه‌های جنوب غربی شیراز به نام کهمره سرچشمه می‌گیرد و درتنگ چوگان بعد از دریافت رنجان رود، رودشاپور خوانده می‌شود و در همین محل آب خط لوله سوم استان بوشهر از این چشمه‌های آهکی تأمین می‌شود. رود شاپور بعد از دشت چروم و خشت به بخش شبانکاره وارد می‌شود و در بخش سعدآباد به وسیله سد انحرافی شبانکاره برای آبیاری نخلستان‌ها مورد استفاده قرار می‌گیرد. این رود در جنوب روستای درودگاه به رود دالکی می‌پیوندد و رود حله راتشکیل می‌دهد.
رود دالکی :
رود دالکی از رودخانه‌های جاری در استان فارس و استان بوشهر می‌باشد. جغرافی نویسان در گذشته، رودخانه دالکی را به نام " رود اخشین " نیز نامیده‌اند.
رود دالکی یک رود دایمی به طول ۲۲۵ کیلومتر است که شیب متوسط آن ۸/۰ درصد است. این رود که حوزه آبریز آن حله است در مسیر کلی خود که به سمت جنوب غربی است، از شهرستان‌های کازرون، دشتستان و بوشهر در استان‌های فارس و بوشهر عبور می‌کند.
رود دالکی پس از عبور از شهر وحدتیه و بعضی روستاهای بخش سعدآباد به روستای درودگاه می‌رسد و در جنوب غربی روستا به رود شاپور پیوسته و رود حله را تشکیل می‌دهند. مردم بومی روستا، این رود را به دلیل آب شور آن، رود «شور» می‌نامند.
رود حله:
رود حله ازپیوند دورود دالکی وشاپور در درودگاه تشکیل می‌شود. این رود دائمی است و در شمال شرقی روستای کره بند به دو شاخه شمالی وجنوبی تقسیم می‌شود که شاخه جنوبی آب تالاب حله راتشکیل می‌دهد وتداخل آب شور و شیرین در این تالاب سبب شده است که انبوهی ازگیاهان آبزی وحاشیه‌ای درمنطقه ایجاد شوند و محیطی مناسب برای پرورش میگو که نقش اقتصادی مهمی در استان بوشهر به عهده دارند، در مصب همین رود ایجاد شده‌اند.

## اماکن مذهبی
روستای درودگاه دارای ۵ مسجد و دو حسینیه و یک امامزاده می‌باشد.

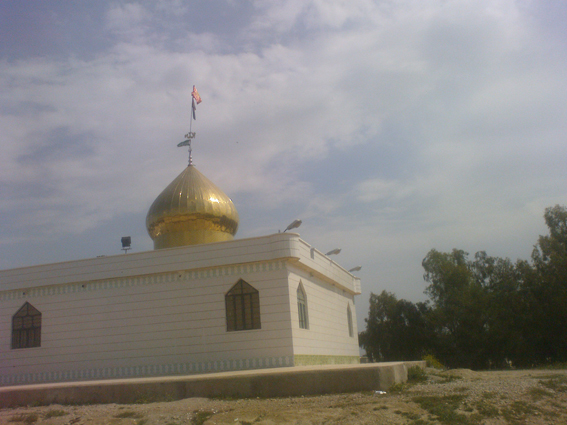
امامزاده شاه قطب الدین حیدر بن موسی الکاظم

امامزاده شاه قطب الدین حیدر بن موسی الکاظم، برادر علی بن موسی الرضا می‌باشد.
بنای اولیه مزار امامزاده شاه قطب الدی حیدر بیش از یکصد سال قدمت داشته است که با گذشت زمان دچار فرسایش و تخریب شده است. در سال ۱۳۷۰ بنای کنونی مزار با مصالح بلوک، سیمان و بتن تجدید بنا شده است.
مزار در منطقه تاریخی ـ فرهنگی کاخ داریوش (حدوداً با یک کیلومتر فاصله) قرار دارد که با توجه به وجود رودخانه و درختان نخل، از نظر طبیعی و تاریخی هم دارای جاذبه‌های اثرگذار می‌باشد.

## آثار باستانی
کاخ هخامنشی بردک سیاه
کاخ زمستانی داریوش اول هخامنشی در میان نخلستان‌های اطراف روستای دورودگاه واقع شده است.
این کاخ از نوع سنگ سیاه و سفید ساخته شده و دارای ده ستون در دو ردیف پنج تایی است و سبک وشیوه معماری دوره هخامنشی را دارد. چون زیرسازی پایه ستون‌های به جامانده از این کاخ ازسنگ سیاه است، این کاخ را به نام سنگ سیاه، «بردک سیاه» نام‌گذاری کرده‌اند.
این کاخ از بقایای شهر باستانی تموکن (هخامنشیان) است. این محل در محل کنونی روستای درودگاه و روستای جتوط قرار داشته است. بخشی از بقایای شهر تاریخی تموکن در روستای جتوط نیز وجود دارد.
از کاخ بردک سیاه به عنوان عمارت زمستانی هخامنشیان یاد می‌شود؛ اما قرار گرفتن این کاخ که احتمالاً وسعتی برابر با تخت‌جمشید داشته (و شاید بزرگتر) در نزدیکی خلیج فارس، می‌تواند بیانگر موقعت استراتژیک آن باشد.
از بزرگی و وسعت بردک سیاه چیزی باقی نمانده است. این کاخ هخامنشی اکنون به زیر نخل‌ها رفته و بخش زیادی از آن تخریب شده است. به گفته «احسان یغمایی»، باستان‌شناس و سرپرست هیئت کاوش‌های بردک سیاه، از ۵ تپه باستانی بردک سیاه تنها بخش کوچکی از یک تپه باقی مانده است. این درحالی‌است که کاوش‌ها در بخش باقی‌مانده هم نادیده گرفته شده و متوقف است.
کشف نقش برجسته‌ای، احتمالاً متعلق به داریوش، درست مشابه نقش داریوش در کاخ تخت‌جمشید یکی از مهم‌ترین دستاوردهای کاوش‌های باستان‌شناسی در بردک سیاه بوده است.
اما نتایح کاوش‌ها به اینجا ختم نمی‌شود؛ پیدا شدن ۴ تکه ورقه طلا که در مجموع ۳ کیلو و ۲۰۰ گرم وزن دارد و روی هم «تا» خورده است، یکی از مهم‌ترین یافته‌های باستان‌شناسی محسوب می‌شود. به نظر می‌رسد که این ۴ تکه طلا به عمد زیر یکی از پایه ستون‌ها مدفون شده بود که باستان‌شناسان پس از ۲۵۰۰ سال آن را یافتند.
تای این ۴ تکه طلا هرگز باز نشد و تا مدت‌ها به صورت امانی در بانک تجارت بوشهر نگهداری می‌شدند. این درحالی است که این طلاها اهمیتی جهانی دارند و امکان دارد پس از بازگشایی حاوی نوشته‌ای باشند.
کشف تالار ستون‌دار با ۲۴ پایه ستون یکی دیگر از دستاوردهای کاوش‌های باستان‌شناسی است. در حال حاضر سازمان میراث فرهنگی بوشهر با ایجاد پوشش حفاظتی سعی در نگهداری این پایه ستون‌ها دارد.
هرچند نگهداری و حفاظت از باقی‌مانده کاخ بردک سیاه و بخش‌های کاوش شده انجام می‌شود، اما بخش زیادی از این محوطه در زیر نخلستان‌ها واقع شده و هرچند میراث بوشهر نخل‌ها را خرید تا کاوش‌ها ادامه داشته باشد، اما این اتفاق تاکنون برای نجات این محوطه هخامنشی رخ نداده است.

## جشن نوروزی در محل کاخ بردک سیاه
انجمن میراث فرهنگی روستای درودگاه از سال ۱۳۸۷ تا کنون، هر ساله در روزهای آغازین سال شمسی، در محل آثار باستانی بردک سیاه روستای درودگاه مراسم جشن نوروزی برگزار می‌کند و میزبانِ مسافران، میهمانان و شرکت کنندگان بومی و غیر بومی هستند.

## جاذبه‌های گردشگری
روستای درودگاه در یک موقعیت خاص واقع شده و دارای جاذبه‌های گردشگری زیادی هست، شرایط خاص جغرافیایی و وجود نخلستان‌های اطراف و آثار باستانی بردک سیاه باعث شده گردشگران داخلی و حتی خارجی مخصوصاً در ایام تعطیلات نوروز این روستا را از نزدیک ببینند.
جاذبه‌های گردشگری روستای درودگاه عبارتند از:
- آثار باستانی، کاخ هخامنشی بردک سیاه (تموکن)
- امامزاده شاه قطب الدین حیدر بن موسی الکاظم
- رودخانه‌های اطراف روستا (شاپور، دالکی و حله)

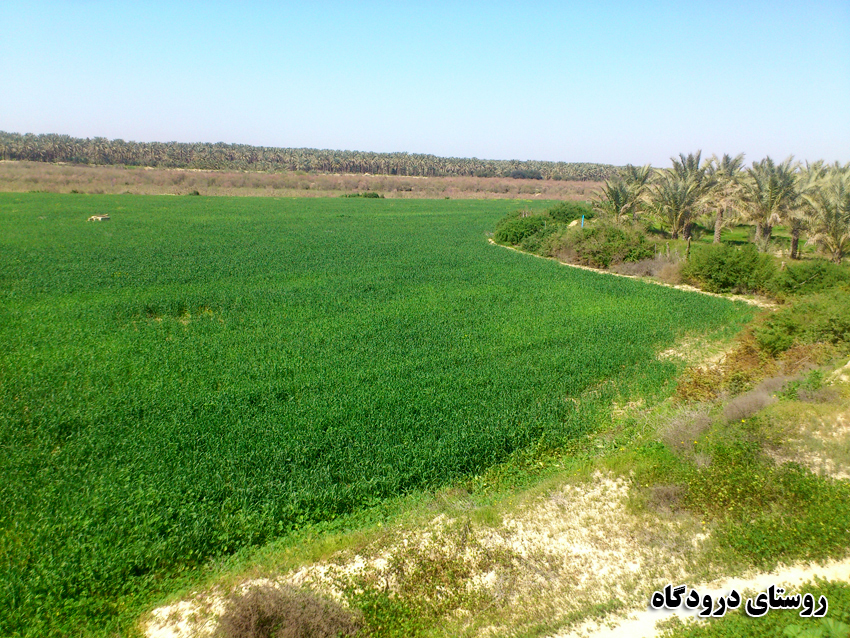
مزرعه گندم

- نخلستان سرسبز اطراف روستا
- تولید و بسته‌بندی خرمای درجه یک
- دشت سرسبز اطراف روستا